# Anna Netrebko
Anna Yuryevna Netrebko (em russo: Анна Юрьевна Нетребко; Krasnodar, 18 de setembro de 1971) é uma soprano russa bastante conhecida e admirada pela sua voz. Mora em Viena, Áustria, de onde é cidadã.
Começou a trabalhar lavando chãos no Teatro Mariinsky de São Petersburgo ("casa" da  Ópera de Kirov). Lá, Anna chamou a atenção do maestro Valery Gergiev, que se tornou  seu orientador vocal. Guiada por Gergiev, ela fez a sua estreia no Teatro Mariinsky como Susanna em Le Nozze di Figaro (“As Bodas de Fígaro”). Depois disso, ela desempenhou diversos papéis junto com a companhia como Pamina em Die Zauberflöte (“A Flauta Mágica”) e Rosina em Il Barbiere di Siviglia (“O Barbeiro de Sevilha”).

## Biografia
Anna nasceu em Krasnodar, na antiga União Soviética, em uma família de origem cossaca de Kuban. Quando ainda era estudante no Conservatório de São Petersburgo, Anna trabalhava como porteira no Teatro Mariinsky, de São Petersburgo.
Mais tarde, ela fez o teste para o Mariinsky Theatre, onde o maestro Valery Gergiev reconheceu-a de seu trabalho anterior no teatro. Em seguida, ele se tornou seu mentor vocal. Sob a orientação de Gergiev, Netrebko fez sua estreia nos palcos de ópera no Mariinsky, aos 22 anos, como Susanna em Le nozze di Figaro. Ela passou a cantar muitos papéis de destaque com a Opera Kirov, incluindo Amina em La sonnambula, Pamina em Die Zauberflöte, Rosina em Il Barbiere di Siviglia, e Lucia em Lucia di Lammermoor.
Em 1994, ela cantou a Rainha da Noite em Die Zauberflöte com a Riga Independent Opera Avangarda Akademija sob o maestro David Milnes. No ano seguinte, aos 24 anos de idade, Anna fez a sua estreia nos Estados Unidos como Lyudmila em “Ruslan e Lyudmila”, de Mikhail Glinka, na Ópera de São Francisco. Em 2002, Netrebko estreou na Metropolitan Opera como Natasha na primeira produção da companhia de “Guerra e Paz”, de Prokofiev. No mesmo ano, ela participou no Festival de Salzburgo, regido por Nikolaus Harnoncourt.
Em 2003 lançou o seu primeiro disco gravado em estúdio, Opera Arias, que se tornou um dos discos de música erudita mais vendidos do ano. No ano seguinte, lançou outro disco, Sempre Libera. Em 2004, ela faz uma participação especial no filme dos estúdios Disney The Princess Diaries 2: Royal Engagement. Foi apesentada por Julie Andrews, a qual interpretou o papel de Rainha Clarisse Renaldi do fictício reino de Gernovia, como a mais nova estrela soprano. Em 2005, participou novamente no Festival de Salzburgo, interpretando Violetta Valéry na ópera “La Traviata”, de Verdi, ao lado do tenor mexicano Rolando Villazón e sob a batuta de Carlo Rizzi.
Em março de 2006 Netrebko se esforçou em se tornar cidadã austríaca, recebendo a sua cidadania no fim de julho. De acordo com uma entrevista a um semanário austríaco, ela vai viver em Viena e Salzburgo. Netrebko cita o processo moroso e humilhante de obtenção de vistos (como cidadã russa) por suas muitas performances no exterior, como a principal razão para a obtenção da cidadania austríaca.

## Vida pessoal
Em abril de 2008, Anna anunciou seu noivado com o baixo-barítono, Erwin Schrott, mas o casamento nunca aconteceu. Os dois tiveram um filho em setembro de 2008, Tiago Netrebko em Viena, que é autista. Em novembro de 2013, o casal anunciou a separação. Em setembro de 2020 foi noticiado que Anna Netrebko foi hospitalizada com Covid-19 em Moscovo

## Discografia

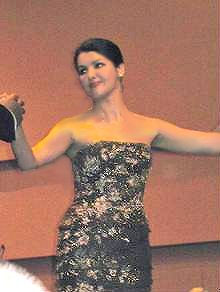
Anna Netrebko.

- 1997 – Glinka: Ruslan and Lyudmila, Philips;
- 1998 - Prokofiev: Betrothal in a Monastery, Philips;
- 2001 – Prokofiev: Love for Three Oranges, Philips;
- 2003 - Prokofiev: Enfant terrible a selection of his works, Decca;
- 2003 - Opera Arias, Deutsche Grammophon;
- 2004 - Sempre Libera, Deutsche Grammophon;
- 2005 - Violetta - Arias and Duets from Verdi's La Traviata, Deutsche Grammophon;
- 2006 – Verdi’s La Traviata, Deutsche Grammophon.
- 2007 - The Opera Gala Deutsche Grammophon.
- 2011 - Anna Netrebko Live At The Metropolitan Opera, Deutsche Grammophon.